# 尹夫人 (明升)
尹夫人（?—?），高丽人，出自坡平尹氏，父亲总郎尹熙王。
1371年，明太祖朱元璋灭亡明夏，将明夏末代皇帝明升送到高丽，命恭愍王看管，明升原有妻子，但不知所终。恭愍王把总郎尹熙王的女儿嫁给明升。生下四子大儿子明义，资宪公、资宪大夫；二儿子明见，总郎公、嘉靖大夫；三儿子明俊，副使公、嘉靖大夫；四儿子明信，侍郎公、通训大夫。1393年，明升去世。